# يوجي واكاسا
يوجي واكاسا (باليابانية: 輪笠 祐士) (مواليد 9 فبراير 1996) هو لاعب كرة قدم ياباني.

## وصلات خارجية
- يوجي واكاسا على موقع رابطة كرة القدم اليابانية للمحترفين (اليابانية)
- يوجي واكاسا على موقع قاعدة بيانات كرة القدم.إي يو (الإنجليزية)
- يوجي واكاسا على موقع Soccerway.com (الإنجليزية)
- يوجي واكاسا على موقع عالم كرة القدم.نت (الإنجليزية)